# الأكاديمية البريطانية الأمريكية للدراما
الأكاديمية البريطانية الأمريكية للدراما هي مدرسة للدراما في لندن، في المملكة المتحدة . وهي تابعة لكلية سارة لورانس وجامعة ييل .
تم إنشاء أكاديمية البريطانية الأمريكية للدراما لتوفير تدريب حديث وعالي الجودة للممثلين مع أساس في التقاليد المسرحية البريطانية

## الخلفية
تأسست الأكاديمية البريطانية الأمريكية للدراما (بادا) في عام 1983 على يد توني برانش وكارولين ساندز، بناءً على فكرة طوروها أثناء إقامتهم في لاهويا، كاليفورنيا في عام 1982. يهدف البرنامج إلى تمكين الطلاب من جميع أنحاء العالم من دراسة المسرح الكلاسيكي مع كبار الممثلين والمخرجين في المسرح البريطاني.
وكان هدف الأكاديمية البريطانية الأمريكية للدراما أيضًا هو جمع أفضل المخرجين والمعلمين البريطانيين مع الممثلين الشباب الواعدين في أمريكا الشمالية وأماكن أخرى. عمل أنتوني في البداية من شقته في لاهولا، حيث قام بتجنيد متطوعين (بما في ذلك جيمس بيرسون، وروبرت زيمرمان، والعديد من الآخرين) للمساعدة في تنظيم أول فصل دراسي لبرنامج الصيف الأول، والذي كان من المقرر أن يكون في سانتا في، نيو مكسيكو.
انتقل البرنامج في عام 1985 إلى ريجنتس بارك، لندن ، من أجل التواصل بشكل أفضل مع عالم المسرح البريطاني . منذ عام 1988، كانت تابعة لكلية سارة لورانس ، والتي لديها فصول دراسية في الربيع والخريف مع الأكاديمية البريطانية الأمريكية للدراما في لندن للحصول على الاعتماد.

### برنامج منتصف الصيف في أكسفورد
منذ عام 1984، تنظم الأكاديمية البريطانية الأمريكية للدراما برنامجًا مكثفًا لمدة شهر يُعرف باسم برنامج "منتصف الصيف في أكسفورد" (ميو)، حيث يدرس المشاركون ويعيشون ويعملون جنبًا إلى جنب مع الأكاديمية البريطانية الأمريكية للدراما والممارسين المرتبطين بها في أكسفورد . يتواجد البرنامج في كلية ماجدالين في جامعة أكسفورد . يتم تشغيله بالتعاون مع مدرسة ييل للدراما.

### الخريجون البارزون
ومن بين الطلاب السابقين:
- سيمون ميسيك
- مايكل أراتا
- جاسيندا باريت
- Byrdie Bell
- أورلاندو بلوم[6]
- Chris Bortz
- تشادويك بوسمان[6]
- Brian Patrick Butler[7]
- جاك دافنبورت[6]
- Brandon Victor Dixon
- Chiara de Luca
- جنيفر أيل[6]
- ميليسا إريكو  [لغات أخرى]‏[6]
- Sam Feuer[6]
- بول جياماتي[6]
- بيري جيلبين
- مامي غومر[6]
- آنا غان
- Noah Harlan
- دافين جوي راندولف
- جيمي كينيدي
- كيم يون-جين (ممثلة)[6]
- Tarell Alvin McCraney[6]
- تي جاي ميلر
- إليزابيث ميتشيل
- روث نيجا[6]
- نيكول أوليفر[8]
- أوليفر بلات[6]
- بول رود[6]
- Marco Sanchez
- ديفيد شويمر[6]
- Billy Slaughter
- Adam Smoluk
- Ryan Jamaal Swain[6]
- نيكول سوليفان[6]
- جوي تانر
- جستن ثيرو[6]
- تراسي توماس[6]
- نيكولاس رايت (ممثل)
- بيلامي يونغ

## روابط خارجية
- الأكاديمية البريطانية الأمريكية للدراما